# Independencia (province)
Pour les articles homonymes, voir Independencia.
Independencia est l'une des 32 provinces de la République dominicaine. Son chef-lieu est Jimaní. Elle est limitée au nord par la province de Elías Piña, à l'est par celles de Baoruco et de Barahona, au sud par celle de Pedernales et à l'ouest par Haïti.